# Jessye Norman
Jessye Norman, född 15 september 1945 i Augusta, Georgia, död 30 september 2019 i New York, var en amerikansk operasångerska (sopran).
Norman var en av Metropolitans ledande sångerskor under 1980- och 1990-talet, särskilt erkänd i stora roller i operor av Richard Wagner och Richard Strauss samt även franska högromantiska partier. Även mycket respekterad romanssångerska samt en av alla tiders främsta uttolkare av Purcells Dido i Dido och Aeneas. Jessye Normans artisteri kännetecknades också av ett högkvalitativt skådespeleri och noggrann interpretation. Hon hyste också en stark förkärlek för spirituals, vilket gjorde  henne till en av USA:s mest folkkära sångerskor.

## Priser och utmärkelser (urval)
- 1984 – Grammy Award för ”Best Classical Vocal Soloist Performance” för Songs of Maurice Ravel
- 1984 – Kommendör av Arts et Lettres-orden (Frankrike)
- 1988 – Grammy Award för bästa operainspelning: Richard Wagners Lohengrin
- 1989 – Grammy Award för bästa operainspelning: Richard Wagners Die Walküre
- 1989 – Hederslegionen (Frankrike)
- 1990 – Hedersdoktor i musik vid Juilliard School of Music
- 1998 – Grammy Award för bästa operainspelning: Béla Bartóks Bluebeard's Castle
- 1998 – Hedersdoktor vid Harvard University
- 2006 – ”Grammy Lifetime Achievement Award”